# Operation Steel Curtain

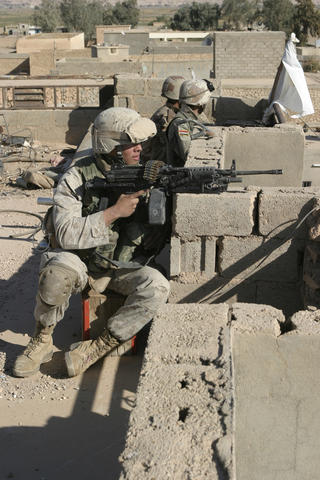
US-Marines während der Operation Steel Curtain

Die Operation Steel Curtain (stählerner Vorhang) war eine militärische Offensive in der westirakischen Provinz Al-Anbar, nahe der syrischen Grenze. Das Ziel der Operation Steel Curtain war die Abriegelung der Grenze, um die Einreise ausländischer Kämpfer und Islamisten zu unterbinden. Die Operation begann am 5. November 2005 mit einem Angriff der Koalitionskräfte auf das Dorf Husaybah, eine Rebellenhochburg. Die Kämpfe um diesen Ort dauerten vier Tage. Am 10. November erfolgte ein Angriff auf die Stadt Karabilah und weitere vier Tage später einer auf Ubaydi. Die Städte und Dörfer, die während der Operation Ziel eines Angriffs waren, konnten bis zum 17. November 2005 unter Kontrolle der Koalitionskräfe gebracht werden, und die Operation konnte erfolgreich beendet werden.
Die Operation wurde vom 3. Bataillon des 6. Marineregiments und dem 2. Bataillon des 1. Marineregiments durchgeführt. Ebenfalls an der Operation beteiligt waren Truppen der neu aufgestellten irakischen Armee. Es war die erste größere Offensive, an der zwei Bataillone der irakischen Truppen teilnahmen.
Bei den Gefechten während der Operation kamen nach Angaben des Pentagon 10 Marineinfanteristen ums Leben. 30 US-Soldaten erlitten Verletzungen. Eine unbekannte Anzahl an Soldaten der irakischen Armee kam ebenfalls zu Tode. Laut Angaben des Pentagon konnten 169 Aufständische getötet und 208 festgenommen werden.